# 冥府のメイド
『冥府のメイド』（めいふのめいど）は2015年2月10日未明に東京MXで放送されたテレビドラマ。

## あらすじ
爆弾魔による爆破事件に巻き込まれて命を落とした秋葉原のメイドカフェの従業員ツルギ、ココロ、ミドリ、コンゴウの4人は、冥府の入り口で審査官による聴聞を受け天国行きが決定するが、天国にメイドカフェがないことを知って人間界に戻りたいとゴネる。その時天国でも爆破事件が発生し、多数の死傷者が出る。天国には警察などの犯罪に対向する組織が無かったため、4人が生き返らせてもらうことを条件に犯人を探すことを審査官に申し出、閻魔大王に許可される。

## 登場人物
- ツルギ:春野恵
- ココロ:峰岸美月
- ミドリ:羽場麻理菜
- コンゴウ:赤川千尋
- 月:西山美海
- 陽:中田康晴
- 加藤:大庭亮律
- 山本:前田祐樹
- 山田:風呂上諒
- 吉田:清瀧
- 弐番:佐藤ザンス
- 拾参番:おおやかずま
- 伍番:相良明美
- ジャック:高坂和弘
- クイーン妹:大嶌きみ
- キング:松浦孝介
- 佐藤:渡邊美歩
- 佐々木:仲本慎二
- 鈴木:政木大空
- 髙橋:柳杏奈
- 松本:たじましんぺい
- 木村:小川みどり
- 井上:片岡祐里
- 田中:小川美穂
- 伊藤:加藤ひつじ
- 渡辺:金子明史
- カフェの客:三上玲奈、天田真未(あかぎ団)、原梨沙(あかぎ団)
- クイーン姉:松永あやめ
- ジェイ:岩尾隆明
- 閻魔大王:畠山智行

## スタッフ
- プロデューサー - 今津雄一
- 監督・脚本 - 渡邊豊
- 助監督 - 藤原弘樹
- 主題歌:DD(DAREDEMO DAISUKI) - あかぎ団
- 挿入歌:星の試練 - 夢幻レジーナ
- 制作 - WARAHATA、ロータス・エンターテインメント

## 参考
- 中田康晴オフィシャルブログ
- ドラマ「冥府のメイド」予告編